# 1290
Cette page concerne l'année 1290  du calendrier julien. Pour l'année 1290 av. J.-C., voir 1290 av. J.-C.
L'année 1290 est une année commune qui commence un dimanche.

## Événements
- 5 janvier : à la suite de la prise de Tripoli, le pape Nicolas IV publie une bulle de croisade. Venise et le roi d’Aragon envoient des secours à Acre où parvient une troupe indisciplinée de Toscans et de Lombards au début de l'été. Par le massacre des marchands musulmans, ils fournissent le prétexte au sultan d’Égypte de l’intervention décisive[1].

- 13 juin[2] : le Türk iranisé Khaldji Firuz Chah s’empare du sultanat de Delhi sous le nom de Djahal ad-Din Khaldji (Khiji). Il fonde la dynastie des Khaldjî (fin en 1320). Il doit d’abord affronter l’opposition des Ilbarîdes qui ont rallié les rajahs hindous. Victorieux, il les traite avec magnanimité.

- 27 septembre : tremblement de terre à Chihli, en Chine[3].

- 4 novembre : le sultan Qala'ûn rompt la trêve et quitte le Caire avec son armée mais tombe malade et meurt peu après[4].
- 10 novembre[4] : début du règne de Malik Achraf Khalil, sultan mamelouk d’Égypte (fin en 1293).

- Début du règne de l'Inca Mayta Capac (jusqu'en 1320). Il avance jusqu’à l’Équateur actuel[5].
- Osman Ier reçoit du sultan de Roum le district d'Eskişehir[6]. Il affirme son indépendance en faisant ouvrir l'appel à la prière du vendredi en son nom à Karacahisar[7].

### Europe
- 1er mars : fondation de l'université de Lisbonne[8] transférée à Coimbra en 1307.

- 10 juillet : Ladislas IV de Hongrie, battu par les Coumans et les Tatars, est assassiné par ses barons[9]. Il n’a pas d’héritier direct et l’anarchie féodale s’installe à nouveau.
- 18 juillet : Édit d'Expulsion : décret d'Édouard Ier bannissant les Juifs d'Angleterre. Ils sont expulsés du royaume le 1er novembre[10]. Les Juifs des terres du roi d’Angleterre en Aquitaine son également expulsés. Ils se réfugient en Languedoc, en Navarre et en Castille[11].
- 1er août : date traditionnelle de la création de la principauté de Valachie (1290-1291). Negru Vodă (le prince Noir) aurait fui son duché de Făgăraş (Pays de l’Olt), attribué par le roi André II de Hongrie à un noble hongrois, Ugrinus, pour se réfugier au-delà des Carpates, en Valachie actuelle.
- 4 août[12] (ou le 20 juillet[13]) : couronnement d'André III de Hongrie, proclamé roi par les nobles de Hongrie (règne jusqu'en 1301).
- 31 août : décret de l'empereur Rodolphe Ier déclarant la Hongrie fief vacant de l'Empire et le conférant à son fils Albert[9].
- 8 septembre[14] : couronnement à Naples de Charles Martel, roi de Hongrie, par les légats du pape Nicolas IV (mort en 1295).
- 10 septembre[15] : destruction du port de Pise (Porto Pisano) et conquête de l'île d'Elbe par les Génois[16].
- 26 septembre : mort par noyade de la jeune reine Marguerite Ire d'Écosse alors qu'elle se rendait de Bergen en Norvège en Écosse[17]. Une crise de succession s'ensuit : Édouard Ier est consulté pour juger des revendications de 13 prétendants au trône d'Écosse. Il le revendiquera pour lui-même plus tard. John Balliol fait valoir ses prétentions contre Robert Bruce.
- 18 décembre : début du règne de Birger Magnusson (1280-1321), roi de Suède, sous la régence de Torkel Knutsson à la mort de Magnus III (fin en 1318)[18].

- Philippe le Bel confirme les privilèges du clergé[19]. Le même  achète les salins de Peccais, près d’Aigues-Mortes[20].
- Charles II d'Anjou, roi de Naples, permet à l'Inquisition de conduire une campagne de conversion massive des Juifs du sud de l'Italie, qui dure de 1290 à 1296[21].
- L’île de Gotland passe à la couronne de Suède (fin en 1408)[22].
- Tolkaï devient Khan de la Horde d'or (fin en 1312), porté au pouvoir par Nogaï[23] et s’émancipe partiellement du pouvoir du grand khan régnant en Chine.